# Mårdhund
Mårdhund (Nyctereutes procyonoides) är ett hunddjur som placeras som ensam art i släktet Nyctereutes. Den har sitt ursprungliga utbredningsområde i östra Asien men har introducerats längre västerut där den spridit sig och idag förekommer i Norden, norra Europa och längre söderut i Östeuropa. Den är, trots sitt trivialnamn, inget mårddjur. Mårdhundarnas närmaste släktingar är de äkta rävarna.
Det ursprungliga beståndet i östra Asien har minskat främst på grund av jakt, pälshandel och habitatförstöring. Det introducerade beståndet i Västeuropa bedöms istället på många håll som en potentiellt skadlig invasiv art. I Europa ingår mårdhunden sedan 2019 i listan över invasiva främmande arter av unionens oro (unionens lista). Detta innebär att denna art inte kan importeras, födas upp, transporteras, kommersialiseras eller avsiktligt släppas ut i miljön i Europeiska unionen.

## Utseende
Djuret ser ut som en korsning mellan hund och tvättbjörn (det engelska namnet är också raccoon-dog, "tvättbjörnshund"). Liksom tvättbjörnen har arten en svart ansiktsmask och en spetsig nos. Mårdhunden beskrivs även som en tjock räv med korta ben. Kroppen (huvud och bål) är 30 till 67 centimeter lång (genomsnitt 58 cm) och skulderhöjden ligger runt 20 centimeter. Till detta tillkommer en 5 till 23 centimeter lång svans (genomsnitt 17 cm). Pälsen är gulbrun vid buken och sidorna och svartbrun på ryggen på grund av flera inblandade svarta hår. På andra ställen kan det finnas rödaktiga eller gråaktiga skuggor. Pälsen är under vintern tätare och tjockare men har samma färg. Vikten är mellan 2,9 och 12,5 kilogram, den högre vikten framför allt på hösten inför vintervilan. Den europeiska populationen är med en genomsnittlig vikt av ungefär 6,2 kg tyngre än den ursprungliga asiatiska populationen som oftast väger 4,5 kg. Honor är bara lite mindre och lättare än hanar.

## Utbredning och systematik
Mårdhundens ursprungliga utbredningsområde ligger i sydöstra Sibirien, Mongoliet, östra Kina, i Japan och så långt söderut som norra Indokina. Under 1800-talet fördes några individer till västra Ryssland för att uppfödas i pälsfarmer. Snart upptäckte man att djuret utvecklar den eftertraktade vinterpälsen bara i naturen. Därför sattes i Ukraina mellan 1928 och 1950 omkring 10 000 individer ut i naturen. Därifrån vandrade arten åt väst. I Finland hittade man de första mårdhundarna 1931, i Sverige 1945, i Rumänien 1951, i Polen 1955 och i Tyskland 1960.

### Underarter
Olika källor anger olika många underarter. ITIS anger fem underarter medan andra uppger sex:
- N. p. koreensis - förekommer i Korea.
- N. p. orestes - förekommer i sydvästra Kina.
- N. p. procyonoides - förekommer i Kina och Indokina.
- N. p. ussuriensis - förekommer i Kina och introducerad områden, bland annat Europa.
- N. p. viverrinus - förekommer på de japanska öarna. Delas av vissa upp i ytterligare underarten N. p. albus

Vissa behandlar den japanska populationen som en egen art, men detta är omdiskuterat.

### Förekomst i Sverige
Mårdhunden betraktas som invasiv i Sverige och utbredningen bevakas och bekämpas. Under åren 2008–2014 har alla etablerade par som upptäckts varit norr om Umeälven. Enligt Jägareförbundet var mårdhunden utrotad som föryngrande art i Sverige vintern 2024/2025.

## Ekologi

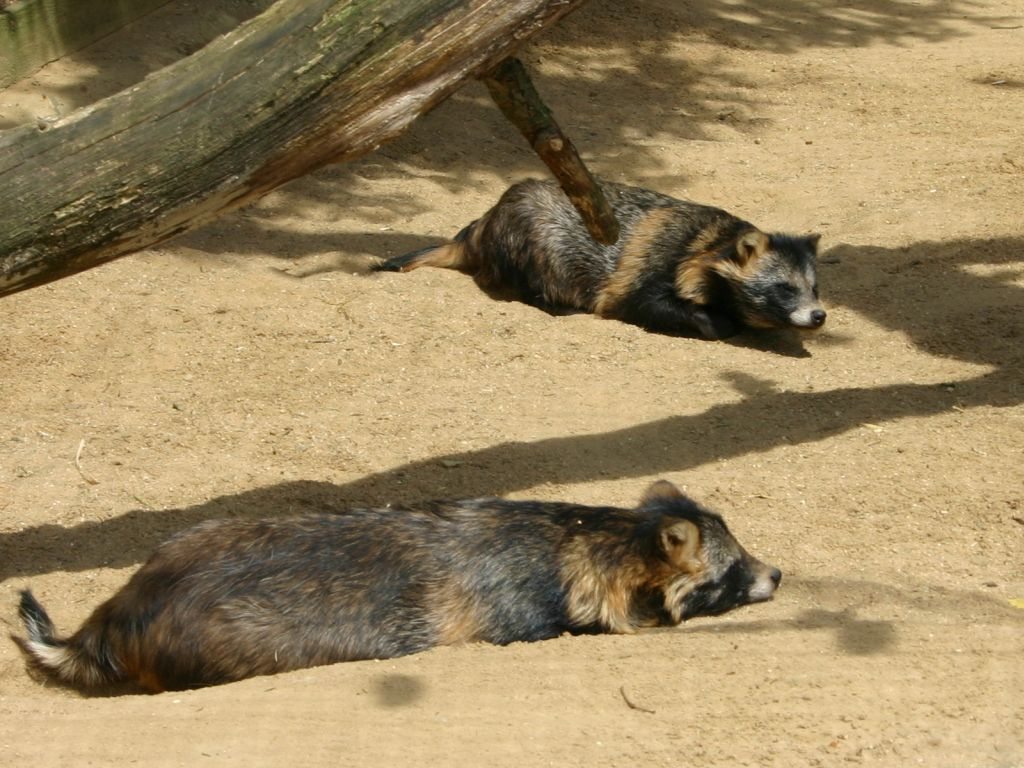
Mårdhundar i fångenskap.

Artens habitat varierar beroende på utbredningsområde och årstid men den vistas alltid nära vattnet och den behöver under hösten regioner med bär eller frukter. Mårdhunden lever i Japan i lövfällande skogar, i städsegröna skogar med hårdbladsväxter, på jordbruksmark och nära människans städer. Den undviker täta skogar i östra Sibirien och hittas där främst på ängar och i kultiverade regioner.
I Europa lever mårdhunden under våren och sommaren ofta i fuktiga skogar nära vattenansamlingar. Under hösten flyttar den vanligen till hedområden med många bär. Ett undantag är den finska skärgården. Där vistas arten i barrskogar som är rika på kråkbär.
Som enda medlem i familjen hunddjur går mårdhunden i ide. Den sover inte någon egentlig vintersömn, men har en kraftigt nedsatt aktivitet. Det viktiga fettlagret som den har skaffat sig under hösten ska räcka länge, så den lämnar boet bara tillfälligt under vintern. I södra Finland sträcker sig vintervilan från november till mars. Vid andra årstider är mårdhunden aktiv på natten och mycket skygg. Bara under våren syns den ibland på morgonen när den solbadar.

### Föda
Mårdhundar är allätare, vilket inte minst deras för hunddjur ovanligt långa tarm vittnar om. Födans sammansättning varierar beroende på årstid. Till deras föda räknas smågnagare, fåglar, fiskar, groddjur, snäckor och insekter samt nötter och andra växtdelar. Bär och frukter dominerar under sensommaren och hösten. Ofta äter djuret ägg från fåglar som häckar på marken och den tar även as.

### Fortplantning
Arten lever monogamt och har samma partner hela livet. Ibland vilar andra vuxna djur som inte har en närmare relation tillsammans men de letar var för sig efter föda. I Finland observerades dessutom hanar som vandrade en längre sträcka gemensam men samma beteende dokumenterades inte för individer av olika kön. Parningstiden sträcker sig oftast från februari till april - ännu senare efter kalla vårar. Efter en dräktighetstid på 59 till 64 dagar föds fyra eller fem (Japan) respektive omkring nio (Finland) blinda och nästan nakna ungar. De blir seende efter knappt två veckor. Ungarna diar upp till två månader (30 till 40 dagar). Bägge föräldrarna tar tillsammans hand om ungarna. Könsmognaden infaller efter 9 till 11 månader.
Lyan övertas ofta från ett annat rovdjur som räv eller grävling. Man har till och med iakttagit mårdhundspar som använde boet tillsammans med grävlingar. I mjuk sandjord kan mårdhunden också gräva ut lyan själv.
De äldsta vilda mårdhundar som registrerades var 5,5 (hane) respektive 7,5 (hona) år gamla. I fångenskap kan de leva 14 eller fler år.

## Mårdhunden och människan

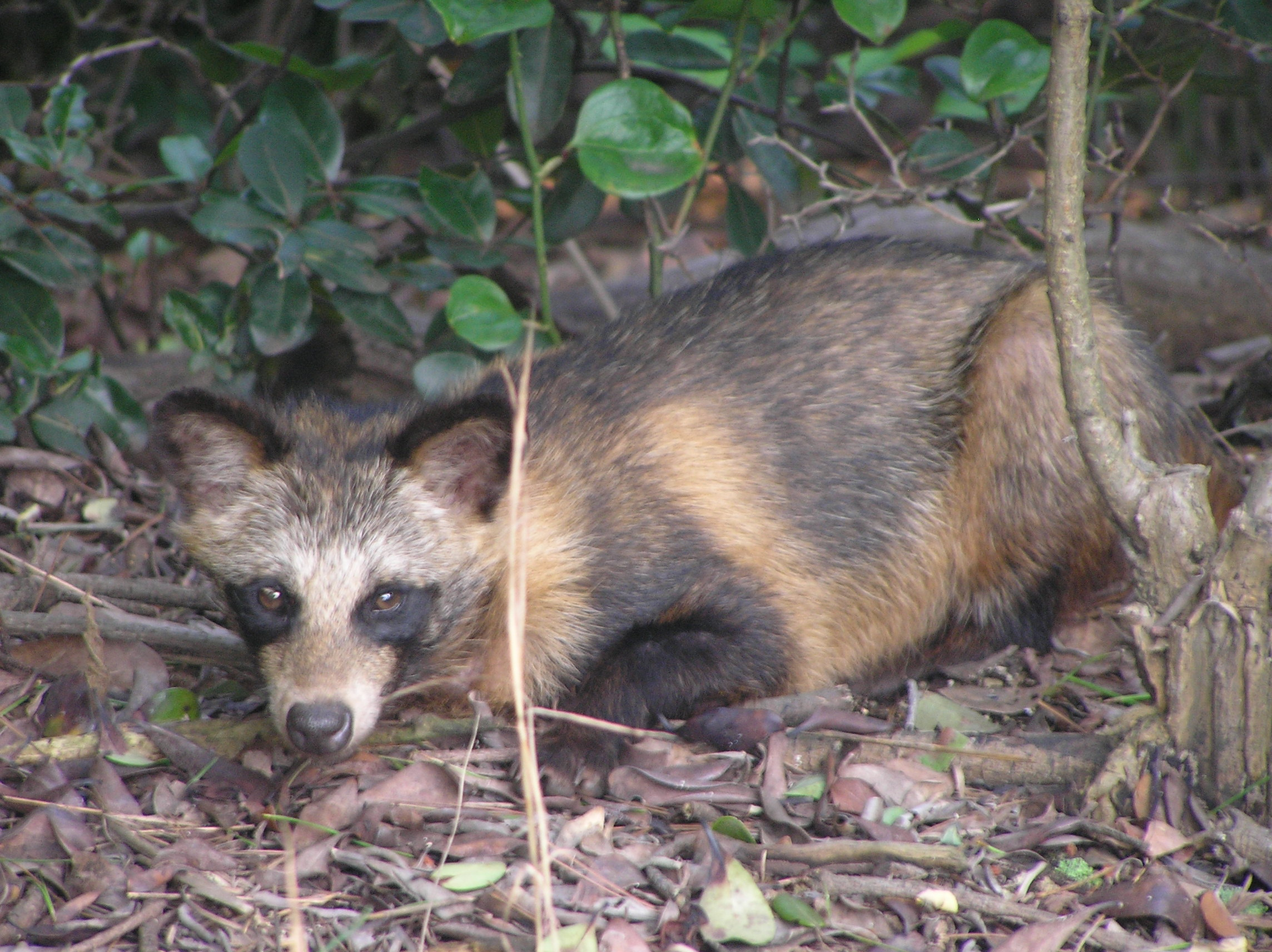
Mårdhunden är inte närbesläktad med mården.

### Status och hot
Arten har jagats hårt i östra Asien främst för pälsens skull. På grund av detta, och på grund av habitatförluster har arten minskat i sitt ursprungliga utbredningsområde. Den har dock inte minskat så pass mycket att IUCN bedömer den som hotad, utan arten kategoriseras som livskraftig (LC).

### Som invasiv art
På många håll i Europa där arten expanderar bedöms den som en potentiellt skadlig invasiv art. Den bedöms utgöra ett hot för småviltsfaunan, framförallt markhäckande fågel, och kan även sprida rabies och dvärgbandmask. I Sverige har den klassats som ett skadedjur och man försöker stoppa artens expansion från Finland. De individer som redan förekommer i landet övervakas numera noga och jakt är tillåten året runt. Övervakningen görs av Mårdhundsprojektet och sker med lockmedel och kameror i Tornedalen där det kontinuerligt kommer in djur från Finland och vid de andra kusttrakter där invandring befaras (Norra kvarken, Roslagen och Öresund). För att söka upp djur på svensk mark används också GPS-sändarförsedda steriliserade mårdhundar (så kallade Judasdjur). Målet för projektet är att det inte ska finns några andra djur än de steriliserade övervakningsdjuren vilda i Sverige. Arbetet bedrivs i samarbete med Norge och Finland.
2021 noterades det att Mårdhundsprojektet varit framgångsrikt i Sverige. I början av 2010-talet togs årligen ett hundratal mårdhundar i Sverige, och de var då i regel födda i Sverige. Tio år senare tas vårligen mindre än 20 mårdhundar, och de är då födda i och invandrade från Finland. 2025 klassade Svenska Jägareförbundet mårdhunden som "utrotad som föryngrande art" i Sverige.
I Finska Lappland finns ett liknande projekt som i Sverige med kameraövervakning, judasdjur, fällfångst och jakt med målet att förhindra spridning till Norge och Sverige. I Finland är arten ett populärt jaktbyte, och enligt Svenska jägareförbundet skjuts där 150 000 exemplar om året.
I Danmark påträffades den första mårdhunden 1980, och den har senare iakttagits både på Jylland, Fyn och Själland. I början av 2010-talet beräknades det finnas cirka 100 mårdhundar i landet, vilket fram till 2018 stigit till 2 000–3 000 exemplar och året därpå till 5 000–6 000 exemplar – mestadels på Jylland. Viltvårdares försök att utrota den invasiva arten har motverkats av mårdhundens större fruktsamhet i Danmark, där den i snitt får elva valpar per kull istället för det normala sju.

### Japansk kulturell ikon

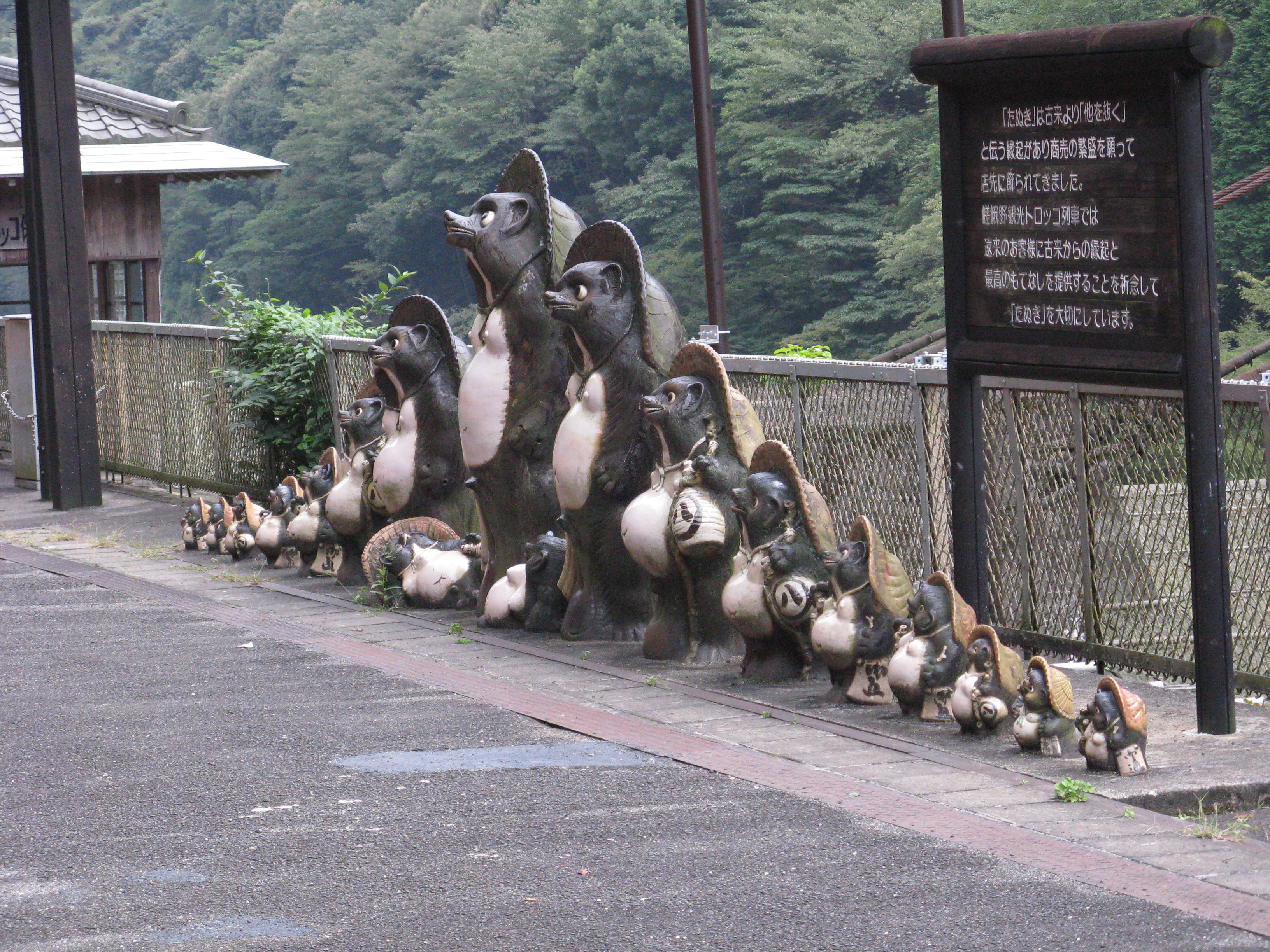
Tanuki-statyer i Japan

Mårdhunden är särskilt populär i Japan. I folksagor och mytologi har den där rykte om sig att vara ett smart och okynnigt djur, som kan anta alla sorters förklädnader – som en hamnskiftare (förvandlingskonstnär) i nordisk folkmun. Detta och andra magiska trick som att framkalla hägringar klarar den bäst vid mogen ålder, när den nått runt 1 000 år. Till skillnad från kitsune, rödräven, anses tanukin varken illvillig eller ondskefull. Den gömmer sig på ensliga platser och kan vilseleda resenärer, särskilt om de vandrar på risfälten i månskenet, genom att trumma på sin stora mage eller pung. 
I dag är tanukin ett vanligt inslag i japansk populärkultur. Ett antal japanska föreställningar om mårdhunden presenteras i den animerade långfilmen Pompoko, 1994 års största japanska bioframgång.

## Olika namn
Mårdhundens svenska trivialnamn finns beskrivet i skrift sedan 1887; det anses syfta på det mårdlika utseendet. Tidigare användes ordet om en hund som användes till mårdjakt. Ordet sjubb förknippas ibland med mårdhund (vid sidan om sin huvudbetydelse som "päls av tvättbjörn"); rysk sjubb, kinesisk sjubb och finnsjubb syftar på päls av mårdhund, alternativt på mårdhund som föds upp inom pälsindustrin.